# Liste der Kulturgüter in Belprahon
Die Liste der Kulturgüter in Belprahon enthält alle Objekte in der Gemeinde Belprahon im Kanton Bern, die gemäss der Haager Konvention zum Schutz von Kulturgut bei bewaffneten Konflikten, dem Bundesgesetz vom 20. Juni 2014 über den Schutz der Kulturgüter bei bewaffneten Konflikten sowie der Verordnung vom 29. Oktober 2014 über den Schutz der Kulturgüter bei bewaffneten Konflikten unter Schutz stehen.
Es sind weder A-Objekte noch B-Objekte auf dem Gemeindegebiet ausgewiesen, Objekte der Kategorie C fehlen zurzeit (Stand: 17. Januar 2024). Unter übrige Baudenkmäler sind Objekte zu finden, die im Bauinventar des Kantons Bern als «schützenswert» verzeichnet sind.

## Übrige Baudenkmäler
Hinweis: Als Objekt-Identifikator (ID) wird die Grundstücksnummer verwendet.
| ID  | Foto |                                                                 | Objekt                                                                                 | Typ | Standort                              | Beschreibung |
| --- | ---- | --------------------------------------------------------------- | -------------------------------------------------------------------------------------- | --- | ------------------------------------- | ------------ |
| 11  | BW   | Datei hochladen                                                 | Bauernhaus (1837) / Ferme (1837)                                                       | G   | Les Grands Clos 19 597411 / 237155    |              |
| 16  | BW   | Datei hochladen                                                 | Ehemaliges Bauernhaus – Gemeindehaus (1674) / Ancienne ferme – Maison communale (1674) | G   | Les Grands Clos 5 597511 / 237133     |              |
| 17  | ja   | Datei hochladen · Wikidata zu Schulhaus (Q113096390)            | Schulhaus (1872) / Ecole (1872)                                                        | G   | Les Grands Clos 7 597490 / 237143     |              |
| 17  | ja   | Datei hochladen · Wikidata zu Brunnen (Q113097116)              | Brunnen (1874) / Fontaine (1874)                                                       | K   | Les Grands Clos N.N.2 597504 / 237146 |              |
| 38  | ja   | Datei hochladen · Wikidata zu Ehemaliger Bauernhof (Q113097685) | Ehemaliges Bauernhaus (1854) / Ancienne ferme (1854)                                   | G   | Les Grands Clos 12 597539 / 237150    |              |
| 40  | BW   | Datei hochladen                                                 | Bauernhaus (1794) / Ferme (1794)                                                       | G   | Les Grands Clos 8 597567 / 237144     |              |
| 357 | BW   | Datei hochladen                                                 | Hütte (19. Jh.) / Loge (19ème s.)                                                      | G   | Gressins du Milieu 2 597450 / 238206  |              |
| 577 | BW   | Datei hochladen                                                 | Bauernhaus (1794) / Ferme (1794)                                                       | G   | Les Grands Clos 10 597564 / 237143    |              |

Hinweis zur Legende: Anstelle der KGS-Nummer wird als Objekt-Identifikator (ID) die Grundstücksnummer verwendet.